# クロロアセトフェノン
クロロアセトフェノン（CN, chloroacetophenone）とは催涙剤の一種で、防犯グッズの催涙スプレーとして市販されている。また、世界各国の警察が暴徒鎮圧用として使用しており、日本の警察も保有している。塩化フェナシル (phenacyl chloride)、CNガスとも呼ばれる。

## 身体への影響
目に入ると激しい痛みを感じ、大量に入った場合には一時的に失明する場合もある。涙や鼻汁が出るほか、呼吸器に入ると激しくクシャミが出る。通常は30分～2日程度で回復するが、濃度と曝露時間によっては重篤な後遺症を残す可能性がある。呼吸困難に陥っている場合は窒息や肺水腫等の進行を防ぐために救急搬送、入院治療等が行われる。
- 刺激閾値：0.3-1.5mg・min/m3
- ICt50：5-15mg・min/m3
- LD50：8,500-25,000mg・min/m3

## 応急処置
目に入った場合は、大量の流水または生理食塩水で15分以上洗眼する。皮膚についた場合は、刺激の少ない石けんと大量の水で洗浄する。炭酸水素ナトリウムがある場合は、水に溶かす（5-10%程度）と効果的である。水が少ないと刺激を増大させてしまうことがあるので、大量の水で洗い流す。

## 予防策
曝露を防ぐために、ガスマスク、ゴーグル、安全めがね、マスク、長袖長ズボン等を着用し、肌や粘膜を飛沫や噴霧から保護する。
アルカリ性水溶液に弱いので、消石灰か炭酸ナトリウム（炭酸ソーダ）、またはその両方を水に溶かしたものをペットボトルなどに用意しておき、催涙剤にかける。海外では胃酸を抑える制酸薬のマーロックス（主成分：水酸化アルミニウム、水酸化マグネシウム）がよく使用されている。

## 歴史
1871年にドイツのGraebeによって、初めて合成され、1918年にアメリカ合衆国で催涙剤として開発された。日本陸軍においては「みどり剤」と呼称された。

## 製造法
1. アセトフェノンと氷酢酸を混ぜて加熱攪拌する。
2. これを冷やして塩素ガスを吹き込む
3. 油脂状の塊が出来るのでこれを濾過する
4. アルコールで溶いて再結晶化させて精製する。

別の合成法としては、ベンゼンとクロロアセチルクロリドを、塩化アルミニウムを触媒としてフリーデル・クラフツ反応により生成する方法がある。